# Дэниелс, Эрин
Э́рин Дэ́ниелс (англ. Erin Daniels, урождённая Ко́эн (англ. Cohen; 9 октября 1973, Сент-Луис, штат Миссури, США) — американская актриса

; режиссёр, сценаристка и продюсер короткометражных фильмов.

## Биография
Родилась 9 октября 1973 года в Сент-Луисе (штат Миссури, США). Окончила Колледж Вассари по специальности «История искусства и архитектуры», после чего переехала в Нью-Йорк, чтобы начать карьеру в шоу-бизнесе. Позже переехала в Лос-Анджелес также во имя карьеры.
Успех снискала в роли Дэны Фейрбэнкс в телепроекте «Секс в другом городе».
В 2009—2019 годы Дэниелс была замужем за кинопродюсером и сценаристом Крисом Юэтуиллером, от которого у неё есть двое детей — сын Или Дашиелл Юэтуиллер (род. 04.08.2009) и дочь (род. в августе 2012).

## Избранная фильмография
| Год       |   | Русское название                    | Оригинальное название          | Роль                            |
| --------- | - | ----------------------------------- | ------------------------------ | ------------------------------- |
| 1996      | с | Закон и порядок                     | Law & Order                    | Мисс Стэдлер                    |
| 1999      | с | За гранью возможного                | The Outer Limits               | Бабара Чейфи                    |
| 1999      | ф | Фактор холода                       | Chill Factor                   | медик № 2                       |
| 2002      | ф | Фото за час                         | One Hour Photo                 | Майя Барсон                     |
| 2003      | ф | Дом 1000 трупов                     | House of 1000 Corpses          | Дениз Уиллис                    |
| 2004—2007 | с | Секс в другом городе                | The L Word                     | Фейрбэнкс                       |
| 2006      | с | Декстер                             | Dexter                         | соседка Риты                    |
| 2007      | с | Иерихон                             | Jericho                        | Мэгги                           |
| 2007      | с | C.S.I.: Место преступления Нью-Йорк | CSI: NY                        | Детектив Бреннан                |
| 2007      | с | Спасите Грейс                       | Saving Grace                   | Ассистент адвоката Морган Байер |
| 2009      | с | C.S.I.: Место преступления          | CSI: Crime Scene Investigation | Скайлер                         |
| 2009      | ф | Одинокий мужчина                    | A Single Man                   | кассирша в банке                |
| 2011      | ф | Нянь                                | The Sitter                     | Миссис Педалла                  |
| 2011      | с | Риццоли и Айлс                      | Rizzoli & Isles                | Кейт Грэм                       |
| 2013      | ф | Элитное общество                    | The Bling Ring                 | Шэннон                          |
| 2014      | с | Восприятие                          | Perception                     | мать Диллона                    |
| 2015      | с | Сталкер                             | Stalker                        | Лорен / Кэндис                  |